# 東京外環トンネル
東京外環トンネル（とうきょうがいかんトンネル）は、東京都世田谷区の東名JCTから練馬区の大泉JCT間に建設中の東京外環自動車道のトンネルである。

## 概要
東名高速道路（東名道）の東名JCTと関越自動車道（関越道）の大泉JCTを結び、環八通りの渋滞を緩和するために計画されたトンネルである。当初は高架構造で計画されていたが、土地買収の困難さと周辺環境を守るために大深度地下で建設されることとなった。
長大トンネルであるため、危険物積載車の通行は禁止される。開通時には、関越道にある関越トンネルを抜き、首都高速中央環状線の山手トンネルに次いで日本国内の道路トンネルでは2番目の長さとなる。また、本トンネルは日本で初の大深度地下使用の道路トンネルである。

## 歴史
- 2011年（平成23年）12月12日：2012年に着工し、東京都が招致を目指していた2020年夏季オリンピックまでに関越道 - 東名道間を完成させる方針が決定。
- 2012年（平成24年）9月5日：関越道 - 東名道間着工。
- 2018年（平成30年）：東名道側のシールドマシン発進。
- 2019年（平成31年/令和元年）：関越道側のシールドマシン発進。
- 2020年（令和2年）：東京都調布市の住宅街にて陥没事故が発生し工事が中断。
- 2022年（令和4年）：関越道側のシールドマシンの工事を再開。

## インターチェンジ・ジャンクションなど
- 東名ジャンクション
- 中央ジャンクション / 東八道路インターチェンジ
- 青梅街道インターチェンジ
- 目白通りインターチェンジ
- 大泉ジャンクション